# Pellenes epularis
Pellenes epularis är en spindelart som först beskrevs av Pickard-Cambridge O. 1872.  Pellenes epularis ingår i släktet Pellenes och familjen hoppspindlar. Inga underarter finns listade i Catalogue of Life.